# Philotrypesis indica
Philotrypesis indica är en stekelart som först beskrevs av Abdurahiman och Joseph 1976.  Philotrypesis indica ingår i släktet Philotrypesis och familjen fikonsteklar. Inga underarter finns listade i Catalogue of Life.